# 주드 치코렐라
주드 치컬렐라(Jude Ciccolella, 영어 발음: /ˈtʃɪkəlɛlə/, 1947년 11월 30일 ~ )는 미국의 배우, 가수이다.

## 출연 작품
- 뷰티풀 & 트위스티드 (2015)
- 씬 시티: 다크히어로의 부활 (2014)
- 건틀릿 (2013)
- 이벤트 15 (2013)
- 베이비 메이커스 (2012)
- 게스트 룸 (2011)
- 줄리아 (2008, Julia)
- The Wager (2007)
- 프리모니션 (2007)
- 월드 트레이드 센터 (2006)
- LA 폭동 (2005)
- 씬 시티 (2005)
- 맨츄리안 켄디데이트 (2004)
- 밀리언 달러 베이비 (2004)
- 터미널 (2004)
- 헤드 오브 스테이트 (2003)
- 다운 위드 러브 (2003)
- 데어데블 (2003)
- 워싱턴 하이츠 (2002)
- 네메시스 (2002)
- 하이 크라임 (2002)
- 플로리스 (1999)
- 비러브드 (1998)
- 영 러버 (1995)
- 쇼생크 탈출 (1994)
- 팀스터 보스 (1992)
- 글렌게리 글렌 로스 (1992)
- 꿈꾸는 도시 (1991)
- 디 아메리칸 익스피어리언스 (1988)
- 네온 정글의 집행자 (1988, Alone in the Neon Jungle)
- 가짜 의사 대소동 (1987)
- 사랑의 상대성 (1985)

### 텔레비전
- 로앤오더: 범죄 전담반 (1994)
- 24 (2001-06)
- 에브리바디 헤이츠 크리스 (2005-06)
- 프리즌 브레이크 (2008)
- NCIS (2008-11)